# Przebłysk geniuszu
Przebłysk geniuszu (ang. Flash of Genius) – amerykańsko-kanadyjski film obyczajowy z 2008 roku w reżyserii Marca Abrahama. Wyprodukowany przez Universal Pictures i Optimum Releasing. Film powstał na podstawie artykułu Johna Seabrooka na łamach The New Yorker z 1993 roku i opowiada o prawdziwej historii naukowca, Roberta Kearnsa, który stał się symbolem walki z korporacjami.
Premiera filmu miała miejsce 3 października 2008 w Stanach Zjednoczonych. W Polsce premiera filmu odbyła się 26 czerwca 2009 roku.

## Opis fabuły
Akcja filmu rozgrywa się w Detroit na początku lat 60. XX wieku. Robert Kearns (Greg Kinnear) jest profesorem uniwersytetu, jego żona pracuje jako nauczycielka, mają na utrzymaniu sześcioro dzieci. Dodatkowe pieniądze na utrzymanie rodziny Robert stara się zdobyć jako wynalazca-amator. I pewnego dnia wpada na pomysł skonstruowania wycieraczek samochodowych o regulowanej prędkości. Wynalazek, nad którym pracował z przyjacielem, Gilem Previckiem (Dermot Mulroney), zostaje jednak zawłaszczony przez potężne samochodowe koncerny.
Kearns nie może się z tym pogodzić. Z pomocą pracownika, Gregory Lawsona (Alan Alda), rozpoczyna batalię sądową skierowaną przeciwko motoryzacyjnym gigantom. Z czasem myśl, by zmusić potężne firmy do uznania jego praw, przekształca się u Roberta niemal w groźną obsesję, co powoduje kryzys w jego życiu rodzinnym i załamanie nerwowe.

## Obsada
- Greg Kinnear jako Robert Kearns
- Lauren Graham jako Phyllis Kearns
- Dermot Mulroney jako Gil Previck
- Alan Alda jako Gregory Lawson
- Mitch Pileggi jako Macklin Tyler
- Bill Smitrovich jako sędzia Michael Franks
- Tim Kelleher jako Charles Defao
- Jake Abel jako Dennis w wieku 21 lat

i inni